# Ludwik Rajchman

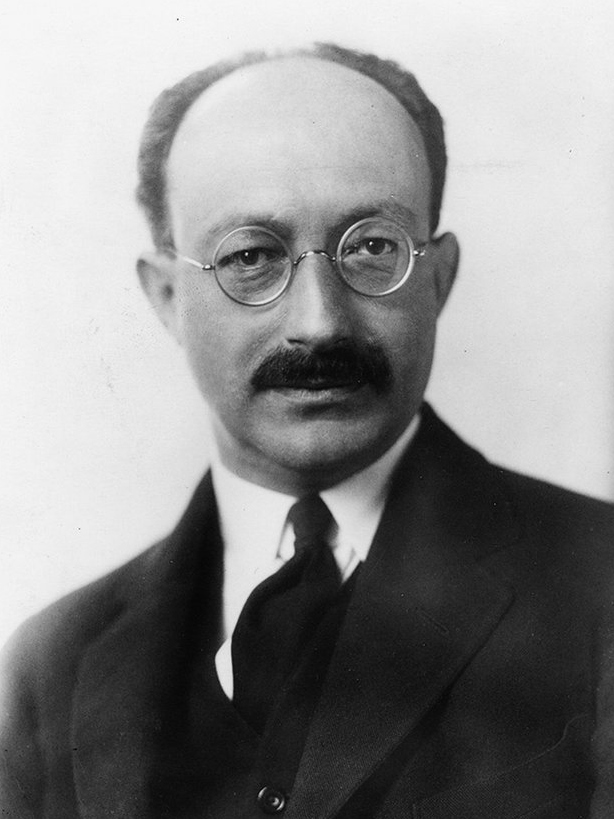
Ludwik Rajchman in den 1920er Jahren

Ludwik Witold Rajchman (* 1. November 1881 in Warschau; † 13. Juli 1965 in Chenu) war ein polnischer Arzt und Bakteriologe. Er war Gründer und erster Vorsitzender (1946–1959) von UNICEF.

## Herkunft und Familie
Rajchman stammte aus einer polnisch assimilierten jüdischen Familie. Sein Vater, Aleksander Rajchman, war Gründer und erster Leiter der Warschauer Philharmonie. Seine Mutter Melanie, geb. Hirszfeld, war Sozialistin und Frauenrechtlerin. Ludwig wurde bei der Geburt getauft. Sein Bruder war der Mathematiker Aleksander Rajchman, seine Schwester die Soziologin Helena Radlińska. Sein Cousin war der Blutgruppenforscher und Serologe Ludwik Hirszfeld. Der polnische Computerpionier Jan Rajchman ist sein Sohn.

## Lebenslauf
Rajchman wuchs in der schwierigen Zeit der russischen Beherrschung Warschaus auf, als der polnische Staat nicht existierte. Er besuchte das 3. Warschauer Gymnasium und engagierte sich mit seiner Schwester schon früh gegen soziale Ungerechtigkeit und in der Arbeiterbildung. Er wurde Mitglied der Polnischen Sozialistische Partei (PPS) und in den Aufstand von 1905 verwickelt, was ihm einige Monate Gefängnisaufenthalt und vorübergehende Exilierung nach Charkow einbrachte.
Er studierte Medizin an der Jagiellonen-Universität in Krakau, wo er seine spätere Ehefrau Marja Bojanczyk kennenlernte, die gleichfalls Medizin studierte. Er wandte sich der Bakteriologie zu, inspiriert von seinem Lehrer Odo Bujwid, der bei Louis Pasteur gearbeitet hatte. Seine Ausbildung musste er in Kasan nostrifizieren lassen. Rajchman ging nach dem Studium nach Paris an das Institut Pasteur und kehrte, weiterhin aus dem russischen Teil Polens verbannt, kurz nach Krakau zurück, bevor er als Bakteriologe in ein Labor nach London ging. Während des Ersten Weltkriegs blieb er mit seiner Frau und drei Kindern in London und blieb als Aktivist der PPS und Verfechter der polnischen Unabhängigkeit aktiv. Im Oktober 1918 kehrte er nach Warschau zurück. Durch seine engen familiären und politischen Verbindungen zur polnischen Elite konnte er in der polnischen Republik seine epidemiologischen Vorstellungen realisieren, indem er 1919 das Staatliche Zentrale Epidemiologische Institut in Warschau, das später in Staatliches Institut für Hygiene (Państwowy Zakład Higieny) umbenannt wurde, gründete und dessen erster Direktor wurde. Es ist bis heute die zentrale polnische Public-Health-Einrichtung.

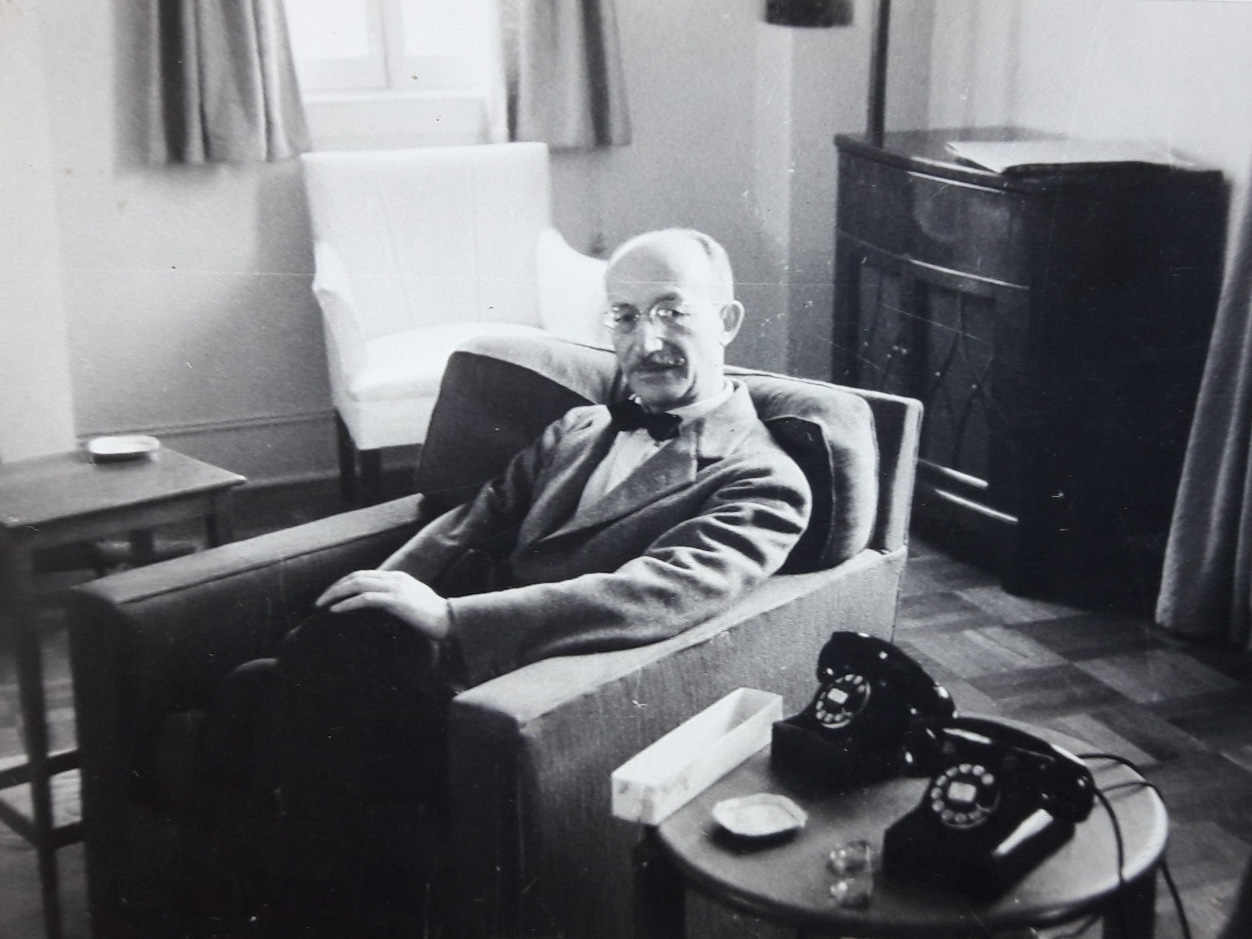
Ludwik Rajchman, ca. 1940 in Paris

Aufgrund seiner Erfolge in der Bekämpfung der wiederholt in Osteuropa grassierenden Fleckfieber-Epidemien wurde er 1921 vom Völkerbund nach Genf berufen, um eine übergeordnete Gesundheitsorganisation zu gründen, den Vorläufer der WHO. Rajchman überließ das Warschauer Institut Ludwik Hirszfeld und musste in der Folgezeit, vom Völkernbund mandatiert, umherreisen. Er befasste sich mit Quarantänemaßnahmen und insbesondere mit dem Gesundheitssystem in China, wurde Berater der chinesischen Regierung, insbesondere der Familie Chiang Kai-sheks. 1924 gründete er mit dem US-amerikanischen Journalisten und Politiker Arthur Sweetser, Adolphe Ferrière und Paul Meyhoffer die International School of Geneva, die weltweit erste Einrichtung dieser Art.
In den 1930er Jahren wurde er wegen seiner Gegnerschaft zum Faschismus und der herrschenden Beschwichtigungspolitik unbequem, sodass ihn der Generalsekretär des Völkerbundes, der den Achsenmächten nahestehende Joseph Avenol, 1938 seiner Funktionen enthob.
Rajchman ging wiederum nach China und half der Regierung bei den Vorbereitungen einer Verteidigung gegen Japan. Seine Familie zog nach Frankreich, wo Rajchmann in der Sarthe ein Schlösschen, das Château de la Fosse Beauregard in Chenu, erworben hatte. Dort überraschte der Westfeldzug die dort versammelte Familie. Der polnische Exilpräsident Władysław Sikorski, den Rajchman persönlich kannte, benannte ihn zum Beauftragten für die polnischen Flüchtlinge und stellte ihm einen Diplomatenpass aus, mit dem er über Spanien und Portugal die USA erreichte und Franklin D. Roosevelt den Hilferuf Sikorskis überbrachte. Während des Krieges war Rajchman in der humanitären Hilfe engagiert, blieb aber Ratgeber T. V. Soongs und der chinesischen Regierung. Gegen Kriegsende wurde er von den Alliierten, später von der UN übernommenen UNRRA beauftragt, einen Bericht über die zu erwartenden epidemiologischen Herausforderungen im befreiten Europa zu erstellen, insbesondere über die Seuchengefahren. Die neue polnische Regierung in Lublin beauftragte Rajchman, sie bei der UNRRA zu vertreten. Er zögerte zunächst, mit der kommunistischen Regierung zusammenzuarbeiten, aber die Sachfragen überwogen und so gelang es ihm, mittels dieser Hilfsorganisation seinem Land effektiv beizustehen.
Als während eines UN-Meetings in Genf das Ende von UNRRA verkündet wurde, schlug Rajchmann der Versammlung vor, einen weltweiten Fonds für Kinder zu gründen. Dieser Vorschlag wurde angenommen und schon 1947 begann die Arbeit von UNICEF, insbesondere in der Sicherstellung der Ernährung und der Impfprogramme. Rajchman blieb bis 1950 ehrenamtlicher Vorsitzender von UNICEF. Während des heraufziehenden Kalten Krieges und des Stalinismus wurde Rajchman in der McCarthy-Ära vorgeladen und verließ daraufhin die USA. Die polnische Regierung entzog ihm den Pass, den er erst in der nachstalinistischen Ära zurückerhielt. Er blieb in Frankreich, besuchte aber öfters sein Heimatland, insbesondere seine Schwester Helena Radlińska, die in Ungnade gefallen war. 1963 besuchte er letztmals Warschau und das von ihm gegründete Staatliche Hygieneinstitut. Er starb 1965 an Komplikationen seiner Parkinson-Erkrankung.
Er wurde in seiner französischen Wahlheimat in Chenu bestattet.

## Orden und Ehrenzeichen
- Kommandeurskreuz des Ordens der Polonia Restituta (10. November 1928)[6]

1. ↑  Bellamy Carol: The State of the World's Children 1996. Oxford University Press for UNICEF, Oxford [England] 1996, ISBN 0-19-262747-3, Fifty years for children (englisch, archive.org [abgerufen am 4. April 2017]).
2. ↑  Ludwik Hirszfeld, Marta A. Balińska, William Howard Schneider: Ludwik Hirszfeld. University Rochester Press, 2010, ISBN 978-1-58046-338-6 (englisch).
3. ↑  Wiktor Marzec: Die Revolution 1905 bis 1907 im Königreich Polen – von der Arbeiterrevolte zur nationalen Reaktion. In: Arbeit – Bewegung – Geschichte, Heft III/2016, S. 27–46.
4. ↑  OHCHR | Keynote speech by Mr. Zeid Ra'ad al Hussein, United Nations High Commissioner for Human Rights at the Conference on "Education for Peace" Palais des Nations, Geneva, 14 January 2015. (englisch).
5. ↑   https://actu.fr/pays-de-la-loire/chenu_72077/sarthe-ludwik-rajchman-le-fondateur-de-l-unicef-repose-a-chenu_47059033.html eingesehen am 28. Oktober 2023
6. ↑  M.P. z 1928 r. nr 260, poz. 630 „za zasługi na polu narodowem i humanitarnem” (Für Verdienste im nationalen und humanitären Bereich")